# Королева літа
«Королева літа» (англ. The Summer Queen) — науково-фантастичний роман 1991 року американської письменниці Джоан Д. Вінжі, продовження роману «Снігова королева». Він був номінований на премію Г’юго 1991 року за найкращий роман і на премію Локус за найкращий науково-фантастичний роман.
Клон колишньої Снігової королеви, Мун Донтредер, стає Королевою літа на планеті Тіамат. Тепер вона повинна докласти зусиль, щоб запровадити технології серед луддитів Літніх кланів, водночас зберігаючи мерів (водяних істот) від вимирання. Їхня загибель спричинить не менше ніж крах найбільш ретельно приховуваної галактичної таємниці імперії.

## Сюжет
Мун Донтредер Літня, Літня королева планети Тіамат, бореться за об'єднання населення під своїм правлінням. Вона має переконати тіаматців відновити технологічно розвинене суспільство з нуля до повернення Гегемонії через 150 років.
Рід Куллерво — біотехнолог і член таємного товариства під назвою Братство. Він також є експертом у технологіях Старої Імперії, але не зміг успішно відтворити воду життя. Куллерво потоваришував з БЗ Гундаліну, а потім зрадив його та викрав двигун зі швидкістю швидшою за світло, який вони створили разом. Куллерво викрадають і перетворюють на раба Керманича, високопоставленого агента Братства.
Гундаліну повертається на Тіамат як новий головний суддя і голова гегемонічного уряду. Куллерво також прибуває на Тіамат, де зустрічає Аріель Донтредер, дочку Мун. Він розуміє, що може спілкуватися з мерами. Аріель і Куллерво починають романтичні стосунки. Тамі Донтредер, син Мун, стає сивілою. Він одружується з жінкою, одночасно намагаючись прийняти свою бісексуальність, яка заборонена серед Літніх кланів. Спаркс дізнається, що насправді Аріель і Тамі були зачаті від Гундаліну. Відчуваючи зраду, він приєднується до Братства. Мун і Гундаліну відновлюють свої романтичні стосунки.
Керманич викрадає Аріель і Куллерво, щоб шантажувати Мун. Спаркс відмовляється від Братства й організовує порятунок. Гундаліну намагається зупинити полювання на мерів і заарештовується за зраду. Мун відкриває мету мерів: вони підтримують роботу мережі сивіл. Полювання на мерів майже призвело до їхнього вимирання, поставивши мережу під загрозу.
Куллерво дізнається, що він має доступ до записаних спогадів Ванамойнена, творця мережі сивіл. Мережа організувала повернення Ванамойнена у випадку загрози її цілісності. Куллерво і Тамі ремонтують мережу сивіл, але Тамі гине під час спроби. Мун отримує знання про координати інших планет Старої Імперії. Вона пропонує поділитися цією інформацією з Гегемонією за умови припинення полювання на мерів. У результаті її взаємодії з мережею, вона втрачає свій статус сивіли. Гундаліну звільняють із в'язниці й відновлюють на посаді головного судді. Куллерво й Аріель починають нове життя разом на Тіаматі. Спаркс залишає Тіамат разом із колишньою командою Куллерво.

## Відгуки й нагороди
Kirkus Reviews назвав книгу "захопливою і задовільною", відзначивши нові ідеї, на відміну від попередньої частини, яка покладалася на літературні алюзії. Однак рецензія також назвала роман "занадто заплутаним" та з "провисанням" у деяких частинах.
Роман був номінований на премію Г'юго 1992 року за найкращий роман і на премію Локус за найкращий науково-фантастичний роман 1992 року.